# Begtrup Vig
Begtrup Vig ist eine dänische Meeresbucht der Ostsee am Nordufer der Århusbucht an der Küste der Landschaft Mols der Halbinsel Djursland. Im Osten wird die Bucht durch den Isthmus von Dragsmur und die Halbinsel Helgenæs begrenzt, im Westen durch Skødshoved mit dem südlichsten Punkt Mols Hoved. Sie ist benannt nach dem am Ufer liegenden Ort Begtrup und dem dänischen Wort Vig für kleine Bucht.
Die Bucht ist Teil des Natura 2000-Gebiets 51 Begtrup Vig og kystområder ved Helgenæs.
Der östliche Teil der Bucht an der gedachten Linie von Strands zur Westspitze von Helgenæs ist seit 2008 Teil des Nationalparks Mols Bjerge.
Am nördlichen Ufer der Bucht, das einen schmalen Sandstrand hat, stehen zahlreiche Sommerhäuser. Im östlichen Teil, an der Nordküste von Helgenæs gelegen, befindet sich in Kongsgård eine kleine Marina.